# Gillian Zinser
Gillian Amalia Zinser (* 4. November 1985 in Washington, D.C.) ist eine US-amerikanische Schauspielerin, die vor allem für ihre Rolle der Ivy Sullivan in 90210 bekannt ist.

## Leben
Zinser besuchte die New York University in Manhattan, New York. Neben 90210 trat sie ebenfalls in Southland, Cold Case und Cupid auf. Sie spielte in der Serie 90210 von der zweiten bis zur vierten Staffel die junge kalifornische Surferin Ivy Sullivan. Ab der dritten Staffel gehörte sie zudem zur Hauptbesetzung.
Zinser spielte außerdem in den Spielfilmen Ecstasy und Liars All mit. In der deutschsprachigen Version von Ecstasy wurde sie von der Schauspielerin Iris Reinhardt Hassenzahl synchronisiert. Im Jahr 2011 war Zinser im Spielfilm The Truth Below zu sehen.

## Filmografie
- 2009: Cupid (Fernsehserie, eine Folge)
- 2009: Cold Case – Kein Opfer ist je vergessen (Cold Case, Fernsehserie, Folge Super Skater)
- 2009–2012: 90210 (Fernsehserie, 60 Folgen)
- 2010: Southland (Fernsehserie, eine Folge)
- 2011: The Truth Below
- 2011: Ecstasy
- 2011: Hail Mary (Fernsehfilm)
- 2012: Savages
- 2013: Liars All
- 2014: Asthma
- 2015: Two Wrongs
- 2022: Smile – Siehst du es auch? (Smile)
- 2023: I’m a Virgo (Fernsehserie, eine Folge)